# کوه ایکما
کوه ایکما (به اسپانیایی: Icma) یک کوه در پرو است که در Peru, Arequipa Region واقع شده‌است. کوه ایکما ۴٬۸۰۰ متر بالاتر از سطح دریا واقع شده‌است.